# Jerry Nelson
Jerry Nelson (Tulsa, Oklahoma; 10 de julio de 1934-Cabo Cod, Massachusetts; 23 de agosto de 2012) fue un titiritero estadounidense, más conocido por su trabajo con The Muppets.
Conocido por su amplia gama de personajes y habilidades de canto, interpretó personajes de los Muppets en Plaza Sésamo, El Show de los Muppets, Fraggle Rock, y varias películas y especiales de los Muppets.
Jerry Nelson falleció el 23 de agosto de 2012.